# Памашсола (Советский район)
 Памашсола  — деревня в Советском районе Республики Марий Эл. Входит в состав Ронгинского сельского поселения.

## География
Находится в центральной части республики Марий Эл на расстоянии приблизительно 5 км по прямой на юг от районного центра посёлка Советский.

## История
Известна с 1915 года, когда в деревне было 32 двора, проживал 231 человек. В 1924 году здесь жили 206 человек, из них 68 мари и 138 русских. В 1940 году здесь было 43 двора с населением 189 человек. В 1959 году в деревне жили мари 94 и русских 84 человека. В советское время работал колхоз «Колос».

## Население
Население составляло 1 человек (мари) в 2002 году, 1 в 2010.